# Rayssa Peres
Rayssa Peres, nome artístico de Cláudia Michele da Cruz Peres (Rio de Janeiro, 23 de janeiro de 1976), é uma cantora e compositora brasileira de música sertaneja, notória no segmento religioso como integrante da dupla Rayssa & Ravel.
Em carreira solo, produziu os álbuns Confissão (1994) e Dr. Rocha (1995). Como compositora, assinou músicas para vários artistas religiosos e não-religiosos, como Paquitas ("Se Existe Alguém"), Elaine de Jesus ("Explodir de Poder"), Bruna Karla ("Outra Vez"), Pamela ("Contar as Estrelas") e Cassiane ("Dia Inesquecível"), além de escrever várias músicas com seu irmão, Ravel, para duplas sertanejas como Gian & Giovani e Daniel & Samuel.
Após o fim da dupla Rayssa & Ravel em 2018, a cantora anunciou a produção de um disco solo para 2019. O primeiro single lançado foi a música "Três Valentes", que contou com produção musical de Ronny Barboza.

## Discografia
Álbuns
- 1994: Confissão
- 1995: Dr. Rocha

Singles
- 2019: Três Valentes
- 2019: Os que Te Ferem (ft. Leandro Borges)
- 2020: Grito Aflito (feat. Kemilly Santos)
- 2020: A Túnica